# Le Colonel Chabert (film, 1994)
Pour les articles homonymes, voir Le Colonel Chabert (homonymie).
Pour plus de détails, voir Fiche technique et Distribution.
Le Colonel Chabert est un film français réalisé par Yves Angelo et sorti en 1994.

## Synopsis
Paris, février 1817, trois ans après la chute de l'Empire, l'avoué Derville reçoit la visite d'un vieillard misérablement vêtu. Il assure être le colonel Chabert, laissé pour mort à la bataille d'Eylau en 1807. Il avait alors contribué à la victoire en conduisant une charge de cavalerie devenue célèbre. Le vieil homme raconte comment, se réveillant dans un fossé entre des cadavres, il a survécu à ses blessures. Il revient dix ans après et souhaite réclamer son titre, faire valoir ses droits et revivre avec sa femme. Celle-ci, durant son absence, s'est mariée avec le comte Ferraud. Le comte cherche à acquérir le titre de pair de France, ce qui lui permettrait de lancer sa carrière politique à la Chambre des pairs. Mais son mariage avec une veuve d'Empire crée des difficultés apparemment insurmontables ; il lui vaudrait bien mieux se remarier avec la fille d'une noblesse émigrée.
La comtesse Ferraud repousse Chabert, refusant de reconnaître son premier mari. Derville, bien qu'également l'avoué de la comtesse Ferraud, accepte alors d'aider le colonel en proposant une transaction à son ex-femme. Celle-ci refuse et tente plutôt de manipuler son ex-mari. Chabert n'est pas dupe, et dégoûté par la corruption des hommes, il sombre dans la folie et la misanthropie, mettant fin à la procédure de divorce/résurrection qu'il avait tant poursuivie.
Repoussé par sa femme, condamné pour vagabondage, le colonel Chabert finit misérablement sa vie à l'asile. Son avocat le venge en expliquant au comte Ferraud qu'il a enfin une raison de rompre son mariage avec son épouse.

## Fiche technique
- Titre : Le Colonel Chabert
- Réalisation : Yves Angelo, assisté de Frédéric Blum
- Scénario : Yves Angelo, Jean Cosmos et Véronique Lagrange, d'après le roman d'Honoré de Balzac
- Production : Jean-Louis Livi et Bernard Marescot
- Musiques : extraits d'œuvres de Mozart (Trio des Quilles), Beethoven (Trio des Esprits), Franz Schubert (Sonate pour piano en la majeur), Robert Schumann (Davidsbündlertänze, Études symphoniques), Domenico Scarlatti (deux sonates), François Rauber (Marche napoléonienne), choisis ou interprétés par Philippe Cassard, piano[1]. Avec un trio réuni autour de Régis Pasquier (violon, violoncelle, piano) et Pierre Hantaï au clavecin.
- Photographie : Bernard Lutic
- Montage : Thierry Derocles
- Décors : Bernard Vézat (certaines scènes d'intérieur furent tournées au château de Bizy à Vernon)
- Costumes : Franca Squarciapino
- Pays de production :  France
- Format : couleurs – 1,85:1 – dolby – 35 mm
- Genres : drame, historique
- Durée : 110 minutes
- Dates de sortie : 
  - Canada : 9 septembre 1994 (Festival de Toronto)
  - France : 21 septembre 1994

## Distribution
- Gérard Depardieu : Hyacinthe Chabert
- Fabrice Luchini : maître Derville
- Fanny Ardant : la comtesse Ferraud
- André Dussollier : le comte Ferraud
- Daniel Prévost : Boucard
- Olivier Saladin : Huré
- Maxime Leroux : Godeschal
- Éric Elmosnino : maître Desroches
- Guillaume Romain : Simonin
- Patrick Bordier : Boutin
- Claude Rich : Chamblin
- Jean Cosmos : Costaz
- Jacky Nercessian : Delbecq
- Albert Delpy : maître Roguin
- Romane Bohringer : Sophie
- Valérie Bettencourt : Julie
- Julie Depardieu : une domestique

## Lieux de tournage
- Château de Champs-sur-Marne (Seine-et-Marne)[2]
- Château de Bizy à Vernon pour certaines scènes d'intérieur
- Château de Bouges (Indre) pour certaines scènes d'intérieur et d'extérieur

## Distinctions
- Pyramide d'or lors du Festival international du film du Caire 1994.
- Nomination aux Césars de la meilleure première œuvre, meilleure photographie, meilleurs costumes (Franca Squarciapino), meilleurs décors (Bernard Vézat), meilleur acteur (Gérard Depardieu) et meilleur second rôle masculin (Fabrice Luchini) en 1995.